# Ellen Corby
Ellen Corby (właśc. Ellen Hansen; ur. 3 czerwca 1911 w Racine, zm. 14 kwietnia 1999 w Los Angeles) – amerykańska aktorka filmowa i telewizyjna.

## Wybrana filmografia
seriale
- 1950: Big Town
- 1951: Kocham Lucy jako panna Hanna
- 1954: Przygody Rin Tin Tina jako Sally Benson
- 1972: The Waltons jako Esther Walton

film
- 1933: Rafter Romance jako Telemarketerka
- 1946: Od dzisiaj jako matka
- 1948: I Remember Mama jako ciotka Trina
- 1950: Jim Ringo jako Mrs. Devlin
- 1953: Jeździec znikąd jako Liz Torrey
- 1954: Sabrina jako panna McCardle
- 1958: Zawrót głowy jako kierowniczka hotelu McKittrick
- 1997: A Walton Easter jako babcia Walton

## Nagrody i nominacje
Została dwukrotnie uhonorowana nagrodą Złotego Globu i trzykrotnie nagrodą Emmy, a także otrzymała nominację do Oscara, trzykrotnie do nagrody Złotego Globu i dwukrotnie do nagrody Emmy.